# Bas Leinders
Bas Leinders (Bree, 16 juli 1975) is een Belgisch autocoureur. Hij reed 1 seizoen in de F1 als test- en reservecoureur voor Minardi.

## Carrière
Leinders begon zijn carrière op elfjarige leeftijd in de kartsport. Zijn allereerste wedstrijd in de Promotion Trophy won hij. Op zijn veertiende won hij de Europese titel bij de Junioren in Le Mans en werd snel opgepikt door de officiële kartteams.
In 1994 begon Bas Leinders aan zijn eerste autoraces. In zijn eerste jaar werd hij Belgisch én Benelux Kampioen Formule Ford en veroverde de eerste startplek op het Formule Ford-festival in Brands Hatch. Door deze prestaties kon de Belg een contract tekenen met het fabrieksteam van Swift Racing Cars. In 1995 won hij de Britse én de Europese titel in de Formule Ford.
In 1996 werd hij nogmaals Europees Kampioen, maar ditmaal in de Formule Opel en dat met een recordaantal overwinningen (8) in 1 seizoen. Verder werd Leinders nog Duits Formule 3-kampioen in 1998, de Nederlander Christijan Albers was toen zijn teamgenoot. Bas Leinders werd eind van dat jaar uitgenodigd door het McLaren Junior team om Nick Heidfeld bij te staan voor de strijd om de Internationale Formule 3000-titel. Uiteindelijk won Juan Pablo Montoya het van Heidfeld en Leinders moest op zoek naar een ander team in de Formule 3000. Het werd het Belgische KTR en samen haalde zij successen in de Formule 3000 en verschillende overwinningen in de World Series by Nissan in 2002. In 2003 stapte Bas Leinders over naar het Spaans "Racing Engineering" van Alfonso Orleans y Borbon. De Belg streed tot het einde van het seizoen tegen Frank Montagny en Heikki Kovalainnen voor de titel maar werd uiteindelijk voor het tweede jaar op rij derde in het kampioenschap. Zijn resultaten leidden tot zijn allereerste test in de Formule 1 bij het Jordan team. Uiteindelijk tekende de Belg voor het Italiaanse Minardi als test- en reserverijder. Bas Leinders was vaak sneller dan zijn teamgenoten maar had te weinig financiële steun om de twee racepiloten aan de kant te schuiven.
Sindsdien (2005,2006,2007 en 2008) heeft Leinders in de FIA GT met de Belgische Gillet Vertigo geracet en is hij commentator voor de RTBF voor gemiddeld 8 F1 wedstrijden per jaar. Het "Bas Leinders Junior Racing Team" in de Formule 3 Euroseries was een andere activiteit van de Belg waar hij de jonge Michael Herck hielp, hij behaalde een paar podia. Paul Stoddart deed een beroep op Bas als rijder voor de Minardi tweezitters tot zijn Minardi team ermee stopte.
Momenteel is Leinders nog steeds actief in het FIA GT kampioenschap met een Ford GT1. Hij racet bij het "Marc VDS racing Team". Bas Leinders is ook kapitein van het RACB National Team waar hij geselecteerde jongeren begeleidt in de autosport.